# Cuarto soberano
El cuarto soberano es una moneda de colección y lingotes de oro británica, emitida por la Royal Mint desde 2009. El más pequeño del rango soberano, tiene un valor nominal de 25 peniques.
En 1853, la Royal Mint produjo dos patrones por un cuarto de soberano para su circulación, uno de ellos denominado cinco chelines. Estas monedas nunca entraron en producción debido a preocupaciones sobre su pequeño tamaño y el probable desgaste en circulación. El oro dejó de circular después de la Primera Guerra Mundial.
A partir de 1979, la Royal Mint comenzó a vender soberanos a quienes desearan poseer monedas de oro, para al año siguiente vender cuatro denominaciones diferentes, que iban desde el medio soberano hasta la moneda de oro de cinco libras. En 2009, se introdujo un cuarto de deuda soberana como extensión de este rango. El cuarto de soberano comparte el mismo diseño que las monedas más grandes, representando en el anverso a la monarca reinante, Isabel II o, desde 2022, Carlos III. Aunque hay algunos diseños de un año, el que se utiliza con más frecuencia en el reverso de estas emisiones es la representación de San Jorge y el Dragón de Benedetto Pistrucci, que se utilizó por primera vez en el soberano en 1817.

## Moneda de patrón victoriano
Las monedas de oro patrón valoradas en un cuarto de soberano (cinco chelines) se acuñaron en 1853, cuando la Royal Mint reconsideró qué denominaciones debían acuñarse en oro y cuáles en plata. En ese momento, la Casa de la Moneda no podía procesar oro y plata simultáneamente, y dicha moneda se consideraba una alternativa a las monedas de plata más grandes, como el florín y la media corona. En 1853, hubo una gran demanda de monedas de ambos metales, pero la Royal Mint dio prioridad a las monedas de oro más valiosas, como el soberano (la moneda de oro valorada en una libra esterlina). El 7 de marzo de 1853, el Ministro de Hacienda, William Gladstone, explicó a la Cámara de los Comunes que la demanda de oro era tan grande que la Casa de la Moneda Real no tenía oportunidad de acuñar plata.
Durante la sesión de la Cámara de los Comunes del 18 de abril de 1853, Edward Divett (según Hansard) o el ex canciller Benjamin Disraeli (según un informe de prensa), preguntaron al secretario financiero del Tesoro, James Wilson, si se había considerado la posibilidad de golpeando un cuarto de soberano. Wilson respondió que el gobierno había ordenado que se preparara un dado como experimento. Señaló que una dificultad con una moneda de este tipo era que se necesitaría cuatro veces más tiempo para acuñar el mismo oro que con un soberano. Wilson afirmó que dicha moneda sería de un tamaño muy pequeño, aproximadamente del tamaño de una moneda de oro estadounidense de un dólar, que sostuvo en su mano mientras hacía su declaración.
A finales de mes, el maestro de la Casa de la Moneda, Sir John Herschel, pudo presentar al Tesoro dos monedas de un cuarto de soberano. Ambos patrones representaban, en el anverso, a la reina Victoria como se muestra en las primeras ediciones de los soberanos de su reinado, con su nombre y títulos abreviados. El reverso de uno de los patrones tenía la inscripción FIVE SHILLINGS 1853 con una corona encima de la inscripción y una rosa, un cardo y un trébol debajo. El otro tenía la inscripción QUARTER SOVEREIGN 1853, con, entre el 8 y el 5, un escudo de armas cuadrado coronado.
El informe que presentó Herschel con las monedas modelo demostró que sería muy costoso acuñarlas para el comercio, ya que tendrían que cumplir estándares exigentes y se desgastarían rápidamente en circulación. Herschel explicó que una moneda de este tipo circularía más rápido que las monedas de oro más grandes, lo que provocaría un mayor desgaste, y que el tamaño tan pequeño haría que la moneda fuera fácil de perder. El peso ligero dificultaría la detección de falsificaciones. Estimó que el oro se perdería para el público (ya sea por extravío de las monedas o por abrasión) a un ritmo quince veces mayor que el del mismo valor en soberanos.
En ese momento, un comité selecto parlamentario estaba considerando la posibilidad de acuñar monedas decimales, y tanto Herschel como Thomson Hankey, exgobernador del Banco de Inglaterra, testificaron ante él. William Miller, del Banco de Inglaterra, también testificó. Todos se opusieron a los cuartos de soberano debido al costo que implicaba golpearlos y mantenerlos, y el comité no recomendó el cuarto de soberano. No se tomaron más medidas sobre la propuesta del trimestre soberano; El escritor numismático GP Dyer sugirió que Herschel no habría hablado tan negativamente sobre el cuarto de soberano ante el comité selecto a menos que supiera que la propuesta estaba condenada al fracaso. El nuevo maestro de la Casa de la Moneda, Thomas Graham, propuso nuevamente un cuarto de soberano en 1859, pero Gladstone lo rechazó.
Las piezas que pretenden ser cuartos de soberano fechadas en 1911 o 1922 no son genuinas, sino invenciones modernas.

## Lingotes y monedas de colección delsigloXXI

### Antecedentes y autorización
La huelga de soberanos para su circulación llegó a su fin en 1932, y la mayoría de las emisiones después del inicio de la Primera Guerra Mundial en 1914 se acuñaron en las sucursales de la Royal Mint en Australia y Sudáfrica, donde las condiciones económicas eran diferentes a las de Gran Bretaña. En 1979, la Royal Mint acuñó soberanos para venderlos a coleccionistas. Al año siguiente acuñó, también para la venta de coleccionistas, el soberano así como el medio soberano, el doble soberano y la pieza de cinco libras. Estas cuatro denominaciones continuaron emitiéndose la mayoría de los años, y se vendieron con una prima respecto de su valor en oro. En 1987, la Royal Mint comenzó a emitir las emisiones de oro Britannia, piezas de lingotes emitidas en competencia con las de otras naciones. A pesar de la cuestión de las piezas de Britannia, el rango soberano siguió siendo afectado, ya que la Royal Mint descubrió que la historia del soberano significaba que algunos lo preferían a Britannia; otros admiraron el diseño del soberano.
En 2009, la Royal Mint añadió cuartos de soberano a la gama. Dado que las monedas de oro del siglo XXI no entran en circulación, las objeciones de la década de 1850 no se aplicaron. Las especificaciones y el diseño del cuarto soberano fueron establecidos en una proclama de la monarca Isabel II (r. 1952-2022), de fecha 10 de diciembre de 2008 y en vigor al día siguiente.

### Diseños

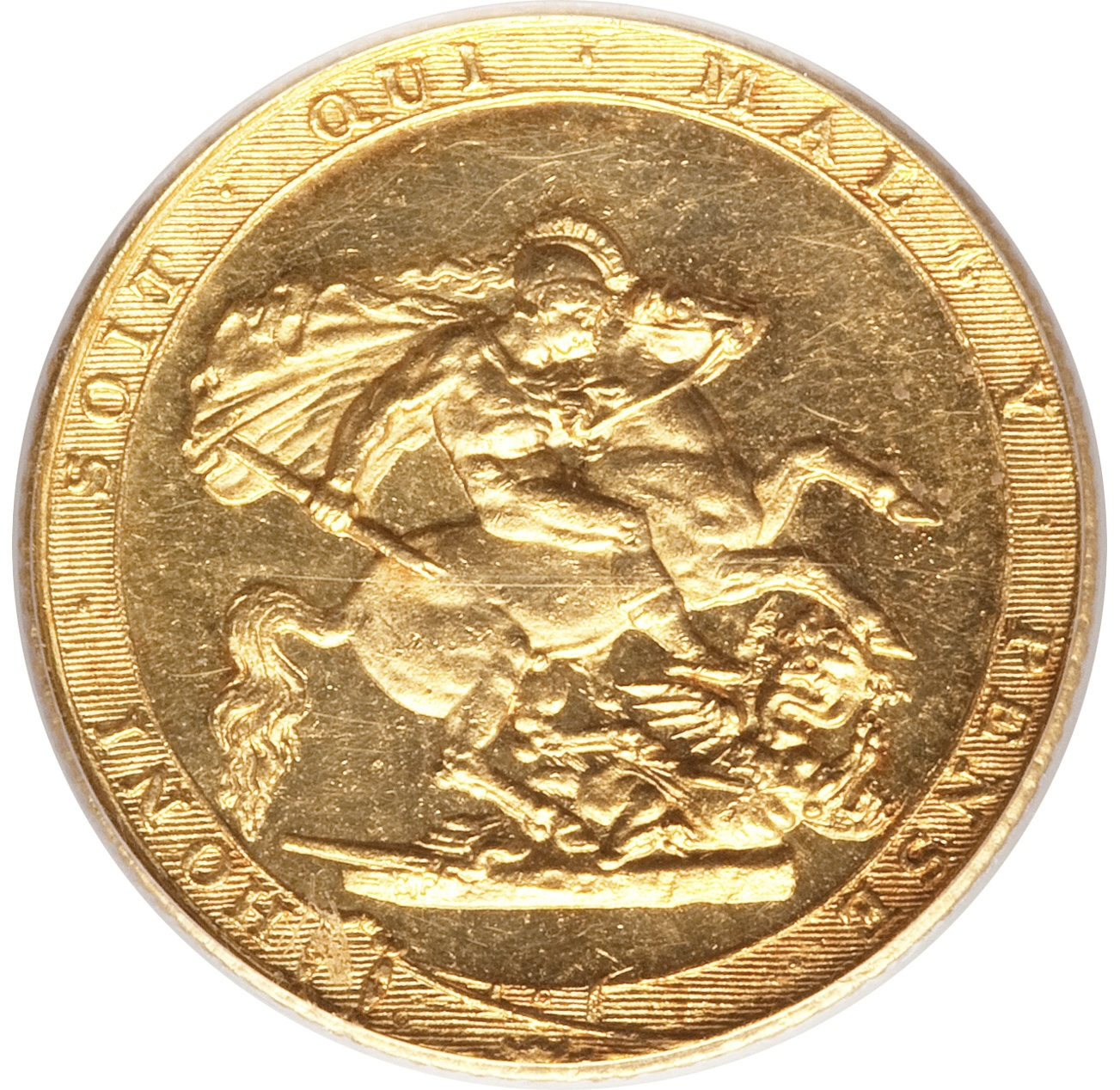
Este diseño para el soberano de 1817 se reutilizó para las monedas de la gama soberana en 2017.

Al cuarto de soberano no se le ha dado su propio diseño, sino que utiliza los de las otras monedas de la gama soberana, con el anverso representando al monarca reinante. Inicialmente se utilizó un anverso diseñado por Ian Rank-Broadley. A partir de algunas emisiones de 2015, se utilizó un retrato anverso de Isabel realizado por Jody Clark, aunque en 2016, algunas monedas llevaban un retrato diferente de la reina realizado por James Butler. En la mayoría de los años, las monedas de rango soberano han presentado, en el reverso, la representación de San Jorge y el Dragón de Benedetto Pistrucci que apareció por primera vez en el soberano en 1817. Otros diseños inversos utilizados incluyen otra interpretación de George y el Dragón, de Paul Day para el Jubileo de Diamante de Isabel II en 2012. En 2017, se acuñaron monedas con el diseño del reverso soberano original de 1817, con motivo de su bicentenario.
En 2022, la Royal Mint acuñó cuartos de soberano con un diseño inverso de Noad que muestra una interpretación de las armas reales, marcando el Jubileo de Platino de Isabel II. Más adelante en el año, tras la muerte de Isabel II, la Royal Mint emitió monedas conmemorativas en el rango soberano, incluido el cuarto soberano, que presenta en el anverso el primer retrato acuñado del sucesor de Isabel, Carlos III ( r. 2022), de Martin Jennings. El reverso mostraba una interpretación de las armas reales de Clark. En 2023, se acuñó un cuarto de soberano que conmemora la coronación de Carlos III, con el anverso de un retrato coronado del rey realizado por Jennings y el reverso de Pistrucci George y Dragon. Para 2024, el retrato sin corona de Carlos de Jennings se combinó con el reverso de Pistrucci en cada una de las cinco denominaciones soberanas acuñadas en condición de prueba, desde el cuarto de soberano hasta la moneda de cinco libras.

### Emisión
De 2009 a 2012, el cuarto de soberano se vendió como una pieza de lingotes, con acuñaciones autorizadas de entre 50.000 y 250.000, aunque no se informan las cifras reales vendidas. Estas emisiones de lingotes se venden en función del precio del oro, con una prima menor que las monedas de prueba, y se cobra una prima suficiente para cubrir los costos de fabricación y venta. Ambas variedades del trimestre soberano de 2022 fueron vendidas por la Royal Mint como piezas de lingotes, así como en condiciones de prueba; Lo mismo ocurre con la cuestión de la coronación de 2023, así como con la de 2024.
El cuarto de soberano se ha vendido como moneda de colección, generalmente en condiciones de prueba, cada año desde 2009, aunque sólo en 2009 (13.495 piezas acuñadas) la acuñación reportada alcanzó las 10.000.   Además de venderse individualmente, estas monedas de colección han estado disponibles para su compra como parte de un juego de prueba de entre tres y cinco denominaciones soberanas.  En 2023, la Royal Mint vendió el cuarto soberano de la Coronación en condiciones de prueba por £ 235,00,  y sin circular por £ 132,39 o £ 134,97, según el embalaje que se utilice.  